# Turn Me On
Turn Me On – piąty singel francuskiego DJ-a Davida Guetty nagrany z udziałem trynidadzkiej piosenkarki Nicki Minaj, z najnowszego albumu Guetty Nothing but the Beat. 14 grudnia 2011 utwór został wydany w formacie digital download. Piosenkę stworzyli: Ester Dean, David Guetta, Giorgio Tuinfort, a wyprodukowali: David Guetta, Giorgio Tuinfort, Black Raw.